# Tegenaria abchasica
Tegenaria abchasica là một loài nhện trong họ Agelenidae.
Loài này thuộc chi Tegenaria. Tegenaria abchasica được miêu tả năm 1941 bởi Charitonov.